# Ангиотензин конвертујући ензим
Ангиотензин конвертујући ензим (EC 3.4.15.1, дипептидилна карбоксипептидаза I, пептидаза П, дипептидна хидролаза, пептидилна дипептидаза, ангиотензин конвертујући ензим, кининаза II, ангиотензин I-конвертујући ензим, карбоксикатепсин, дипептидилна карбоксипептидаза, пептидилна дипептидаза I, пептидилна-дипептидна хидролаза, пептидилнадипептидна хидролаза, ендотелна ћелијска пептидилна дипептидаза, АЦЕ, пептидилна дипептидаза-4, ПДХ, пептидилна дипептидна хидролаза, ДЦП), представља пептидазу која је од великог значаја за регулацију крвног притиска.

## Деловање
Овај ензим катализује следећу хемијску реакцију
Одвајање C-терминалног дипептида, олигопептид--Xaa-Yaa, кад Xaa није Pro, и Yaa није Asp нити Glu. Ензим конвертује ангиотенсин I у ангиотенсин II, чиме се повећава вазоконстрикторско дејство. Ензим не делује на ангиотензин II. АЦЕ индиректно повећава крвни притисак, пошто утиче на вазоконстрикцију (сужавање крвних судова). Због тога се средства, такозвани АКЕ-инхибитори, користе за лечење артеријске хипертензије.
Овај од Cl- јона зависни, цинков гликопротеин је генерално везан за мембрану.